# Papirnica Vevče
Tovarno Vevče je leta 1842 ustanovil tedanji največji slovenski industrialec Fidelis Terpinc kot tovarno papirja, strojil in barvil. Tovarna je pričela obratovati leta 1851. Leta 1861 je na Vodmatu odprl tudi tovarno sukna in odej. Leta 1920 je papirnico kupila Ljubljanska kreditna banka z 80 % lastniškim deležem, pri tem pa je nastala delniška družba Združene papirnice Vevče, Goričane in Medvode. Pod novim vodstvom so postavili hidroelektrarno ob gradu Fužine (Terpinc je bil od leta 1825 tudi lastnik gradu), ki še danes z elektriko napaja tovarno Vevče. Od leta 1990 je večinski lastnik, 2004 pa izključni lastnik avstrijsko podjetje Brigl & Bergmeister iz Niklasdorfa.

## Struktura
Tovarniški kompleks se nahaja na obeh bregovih Ljubljanice. Najstarejši del papirnice je še danes dobro ohranjena Janezija (imenovana po nadvojvodi Janezu), ki stoji na levem bregu reke poleg jezu. Objekti na levem bregu so z mostom povezani z novejšimi objekti na desnem bregu. V Arhivu papirnice se ohranjeni načrti vevške in goričanske papirnice ter načrti za hidroelektrarno Fužine.